# The Hills Have Eyes Part II
Sălbatic și mortal 2 (titlu original: The Hills Have Eyes Part II) este un film american de groază din 1984 scris și regizat de Wes Craven. Rolurile principale au fost interpretate de actorii Tamara Stafford, Kevin Spirtas, John Bloom, Michael Berryman, Penny Johnson, Janus Blythe, John Laughlin, Willard E. Pugh, Peter Frechette și Robert Houston. The Hills Have Eyes Part II este continuarea filmului (omonim) Sălbatic și mortal din 1977. Producătorii filmului au fost Barry Cahn, Jonathan Debin  și Peter Locke.

## Distribuție
- Tamara Stafford - Cass
- Kevin Spirtas - Roy
- John Bloom - The Reaper
- Colleen Riley - Jane
- Michael Berryman - Pluto
- Penny Johnson - Sue
- Janus Blythe - Rachel / Ruby
- John Laughlin - Hulk
- Willard E. Pugh - Foster
- Peter Frechette - Harry
- Robert Houston - Bobby Carter
- Edith Fellows - Mrs. Wilson
- Susan Lanier - Brenda Carter

## Producție
Filmările au avut loc în 1983. Cheltuielile de producție s-au ridicat la 700 de mii $.
A fost refăcut în 2007, ca Dealuri însângerate 2, în regia lui Martin Weisz.